# Banket (maaltijd)

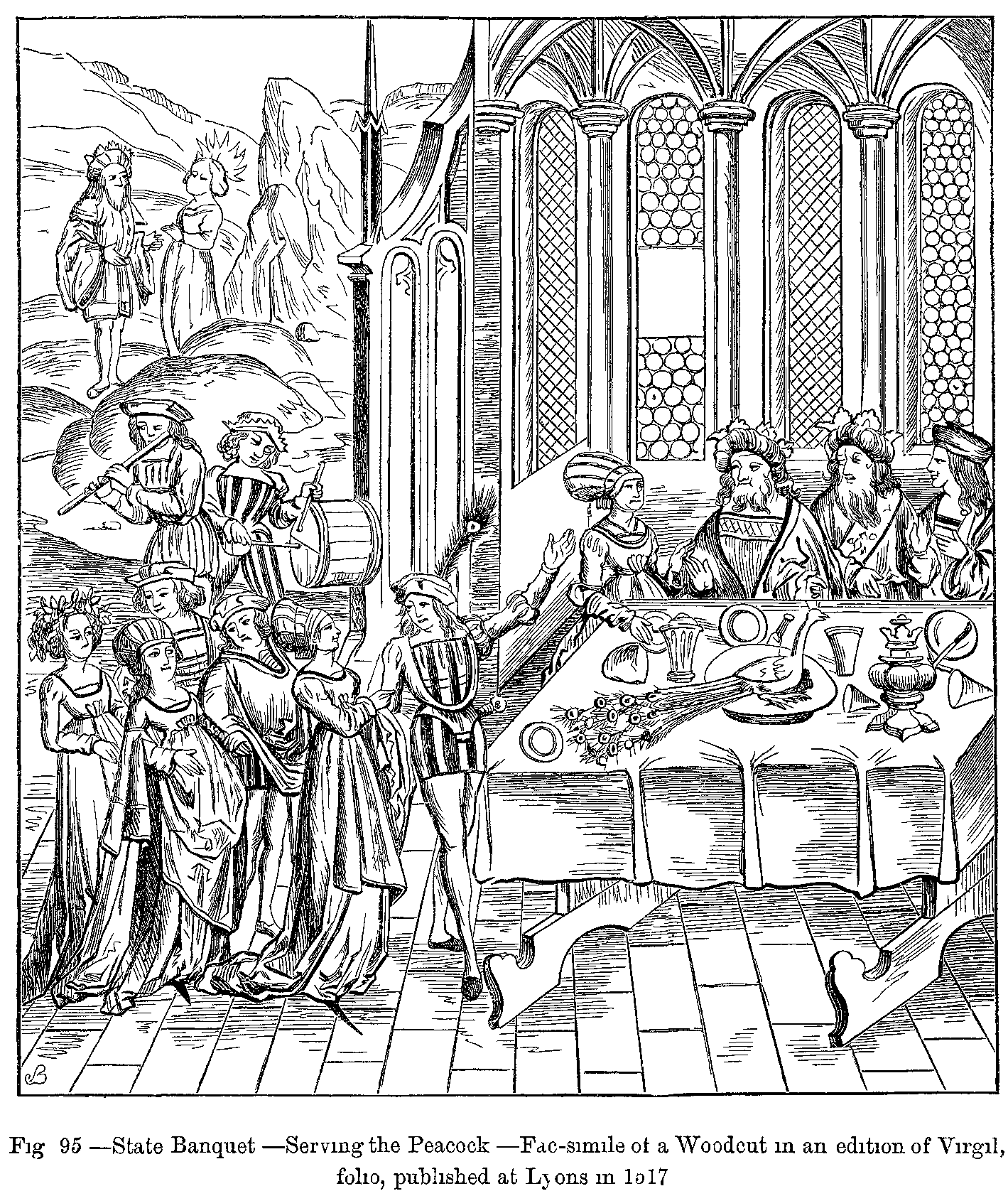
Staatsbanket: het opdienen van de pauw – facsimile van een houtsnede in een uitgave van Vergilius, folio, gepubliceerd in Lyon in 1517

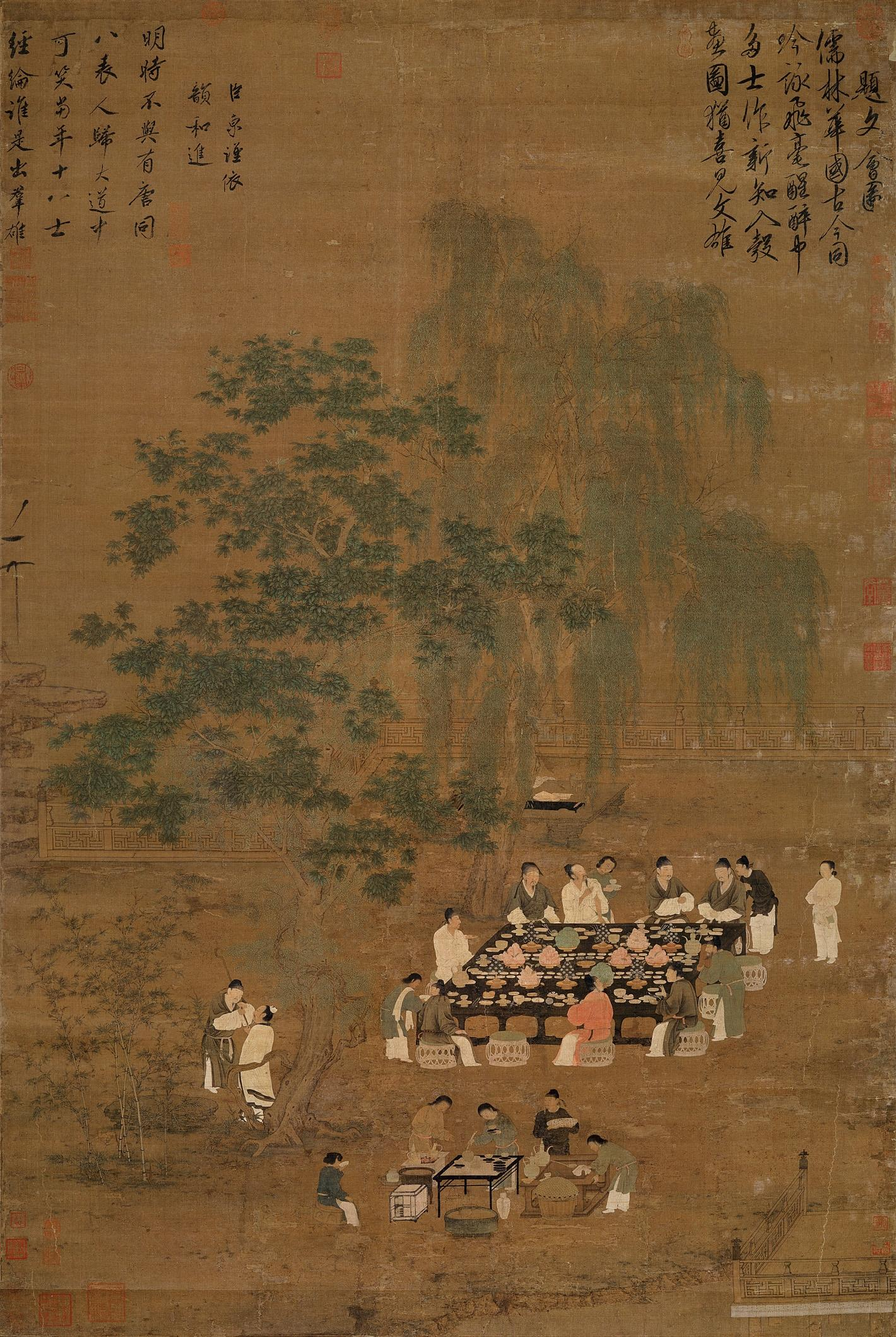
Een Chinese schildering van een openluchtbanket, uit de periode van de Song-dynastie (960-1279)

Een banket of feestmaal is een grote publieke maaltijd, compleet met voorgerechten, hoofdgerechten en nagerechten. Doorgaans is er een doel verbonden aan een banket, zoals een liefdadigheidsactie, een ceremonie of een speciale viering. Vaak worden er ook speeches gehouden tijdens of na het banket, die over een persoon of over het doel van het banket gaan.

## Algemeen
Een banket kan diverse vormen aannemen, zoals een lopend buffet, een diner, een openluchtmaaltijd of een zelfbedieningsbuffet. Soms gaat een banket hand in hand met live muziek of de mogelijkheid om te dansen. Een banket kan ook een sociale functie hebben, omdat mensen tijdens een banket met elkaar van gedachten kunnen wisselen, of zaken kunnen doen. 

## Geschiedenis
Banketten zijn al duizenden jaren in gebruik als formele gelegenheid. Koningen in de Middeleeuwen organiseerden al banketten voor speciale gelegenheden als geboortes en vakanties. Een oervorm van het banket is te zien in het Laatste Avondmaal, waar Jezus en zijn apostelen samenkomen.

## Staatsbanket

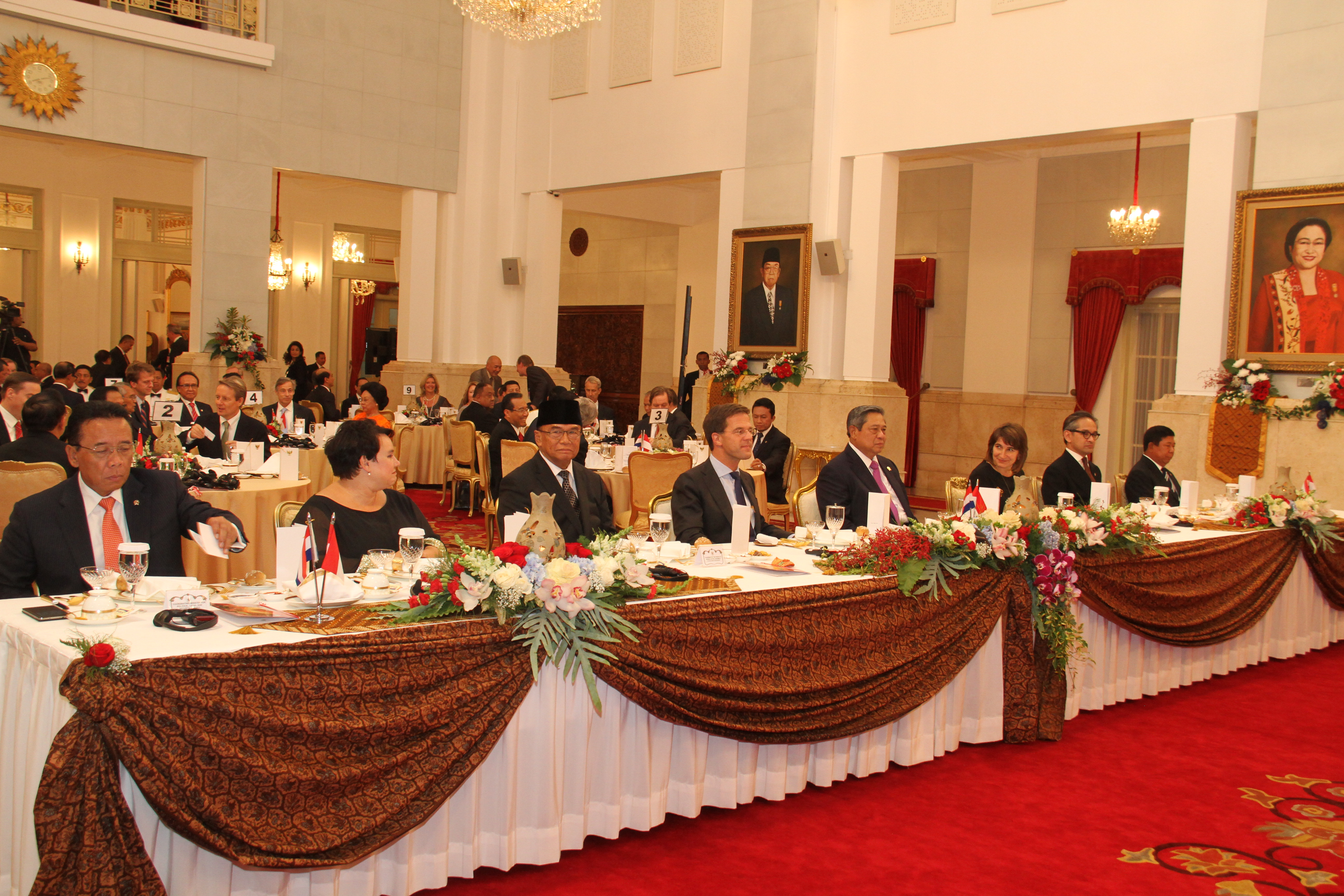
Staatsbanket

Eens in de zoveel tijd organiseert de staat of het vorstenhuis een banket voor genodigde gasten, zoals bezoekende staatshoofden, of speciale gelegenheden.

## Sportbanketten
Bij gelegenheid organiseren sportverenigingen of -clubs een banket als poging om de 'chemie' tussen het team en de staf te verbeteren, of om zowel spelers als trainers te ontspannen.

## Zakelijke banketten
Zakenbanketten zijn een populair middel om de banden tussen zakenmensen en hun partners en relaties te verstevigen.

## Luau
Een luau is een soort banket dat zijn oorsprong kent op Hawaï.

## Banketbelasting
De regering van de Chinese autonome regio Binnen-Mongolië heft belasting op banketten.